# Casa Tua
Casa Tua er 11. og første afsnit af sæson 2 i den danske sitcomserie Klovn.
Afsnittet er instrueret af Mikkel Nørgaard og skrevet af Casper Christensen.

## Handling
Frank og Mia har købt ny lejlighed med have og sandkasse, da de planlægger familieforøgelse. Men de er kommet til at sælge deres gamle lejlighed før overtagelsesdatoen på den nye, og taler derfor med den gamle ejer, Vemmer, om at overtage før tid. Men da Frank kommer til at, antyde at Vemmer er pædofil, trækker han aftalen tilbage og Mia og Frank må flytte ind hos Casper og Iben.
Mia og Frank har dog ikke haft held med deres baby-projekt endnu, så Mia beder Frank om at få tjekket sin sæd. Til Franks "held" viser det sig at være en gammel bekendt, "Bøllemis", der driver sædkliniken så Frank beder om en hjemmeprøve.
Tilbage hos Casper og Iben, får Frank en pornofilm af Casper, så han kan få lavet sædprøven, og spørger efterfølgende om Casper vil køre ham ind til sædkliniken, da den skal holdes varm og afleveres højst en time efter. Men Casper har drukket, så det bliver Frank, der må køre og Casper, der må holde sædprøven. Under køreturen opstår der tvivl om, om prøven er for varm, så Casper stikker den ud af vinduet. Desværre taber han sædprøven, idet en Mariehøne flyver ind i hans hånd. Så de må op efter en ny.
Da de vender tilbage har Iben fundet Caspers pornofilm på Caspers datters værelse. Iben vil ikke have den slags inden for dørene og Casper nægter et hvert kendskab til den. Så Frank står tilbage med skylden.
Næste morgen, imens børnene leger gemmeleg med Iben, går Frank på badeværelset for at tage den nye sædprøve. Til hans uheld har Ida, Caspers datter, gemt sig der. Dette resulterer i, at Mia og Frank bliver nødt til at overtage den nye lejlighed før tid alligevel og derfor må betale 8550kr. til Vemmer for dækning af flyttemænd der må komme før tid. Men Frank får sin hævn ved at placere pornofilmen i en af Vemmers flyttekasser.

## Hovedskuespillere
- Frank : Frank Hvam
- Casper : Casper Christensen
- Mia : Mia Lyhne
- Iben : Iben Hjejle

## Øvrige medvirkende
- Vemmer : Hans Dueholm
- Bøllemis : Klaus Bertelsen
- Caspers datter : Ida Maria Brun Folmann
- Caspers søn : Carlo Caspersen